# Pudožskij rajon
Il Pudožskij rajon (in russo Пудожский район?) è un rajon della Repubblica di Carelia, nella Russia europea. Istituito nel 1927, il suo capoluogo è Pudož.